# Союз-13
Союз-13 — космический корабль серии «Союз» (регистрационный номер 1973-103A / 06982). Второй испытательный полёт модифицированного корабля Союз 7K-T, первым был полёт КК «Союз-12». «Союз-13» был также оснащён космической обсерваторией «Орион-2». Экипаж провёл астрофизические исследования, спектрографирование в УФ диапазоне участков звёздного неба и многозональную фотосъёмку Земли.

## Экипаж
Основной экипаж
- Командир: Петр Ильич Климук (1-й космический полёт)
- Бортинженер: Валентин Витальевич Лебедев (1-й космический полёт)

Дублирующий экипаж
- Командир: Лев Васильевич Воробьёв
- Бортинженер: Валерий Александрович Яздовский

## Параметры полёта
- Масса аппарата — 6,650 т;
- Наклонение орбиты — 51,6 (51,59)°.
- Период обращения — 88,86 (89,25) мин.
- Перигей — 193,3 (226,8) км.
- Апогей — 272,7 (272,6) км.

## Особенности космического корабля
Вместо стыковочного агрегата на внешней, передней части бытового отсека была установлена космическая обсерватория «Орион-2»

## Цели полёта
- проведение астрофизических наблюдений звёзд в ультрафиолетовом диапазоне с помощью установленной на борту системы телескопов «Орион-2»,
- спектрозональная съёмка звёзд, отдельных участков звёздного неба и земной поверхности.
- фотографирование Солнца в рентгеновском диапазоне,
- проверка и испытание бортовых систем корабля,
- отработка процессов и методов автономной навигации и управления корабля.
- проведение медицинских экспериментов с помощью аппаратуры «Левкой». Исследования кровообращения головного мозга в спокойном состоянии и после дозированной физической нагрузки в условиях невесомости для определения сроков и механизма адаптации человека к условиям космоса
- продолжение проведения серии биологических экспериментов с установкой «Оазис». В рамках экспериментов производилась выращивание высших растений — льна и хибинской капусты в условиях замкнутой системы[1].

## Результаты полёта
В результате полёта при помощи ультрафиолетового телескопа «Орион-2» было получено порядка 10 000 спектрограмм в диапазоне 2000—4000 Å, на которых были запечатлены тысячи звезд. Среди них оказались объекты с совершенно необычной спектральной структурой.
Впервые за всю историю наблюдений удалось получить ультрафиолетовую спектрограмму интереснейшего для астрономов объекта — планетарной туманности. В ней было впервые зафиксировано два новых для планетарных туманностей химических элемента — алюминий и титан. Также есть основание утверждать, что первая сверхмощная звёздная хромосфера была открыта именно при полёте «Союза-13».
Было открыто много новых слабых звезд, а в окрестности неба вокруг Капеллы было выявлено гораздо больше горячих звёзд, чем было известно ранее.
Из-за большого объёма информации на обработку всех результатов ушло около 10 лет. Каталог ультрафиолетовых звезд по данным «Ориона-2» был выпущен только в 1984 году.